# خمبول
خمبول (به لاتین: Khombole) یک منطقهٔ مسکونی در سنگال است که در Thiès Department واقع شده‌است. خمبول ۱۲٬۸۸۰ نفر جمعیت دارد.

## خواهرخوانده
شهر پونتدرا خواهرخواندهٔ خمبول هست.